# فصاحة (برنامج تلفزيوني)
فصاحة هو برنامج مسابقات تلفزيوني، عُرض على شاشة تلفزيون قطر عام 2016 ، بمجموع جوائز أكثر من مليون ريال قطري. أطلقته المؤسسة القطرية للإعلام، والذي يعد من برامج المسابقات الثقافية على الشاشات العربية ويهتم باللغة العربية وإبراز النماذج المميزة في هذا الجانب. ويهدف البرنامج إلى تقديم أمثلة من الشباب الموهوبين في مجال قوة الحضور على الشاشة بصورة وسمات المثقف العربي المعتز بهويته وانتمائه. ويشرف عليه لجنة تحكيم تضم عددا من الخبراء في اللغة العربية وأدب الفصاحة وهم عبد الله العذبة الكاتب ورئيس تحرير جريدة العرب القطرية، وأحمد الشيخ رئيس التحرير السابق في قناة الجزيرة الإخبارية، وعارف حجاوي مدير البرامج السابق في بي بي سي والجزيرة الإخبارية.

## أنظر أيضاُ
- أيام الطيبين (فقرة تلفزيونية)
- في الضحى (برنامج)

## وصلات خارجية
- قائمة الحلقات كلها على اليوتيوب
- تتويج الفائزين ببرنامج «فصاحة» لتلفزيون قطر
- فصاحة - الحلقة الأولى - على اليوتيوب